# Пальмиери, Винченцо Марио

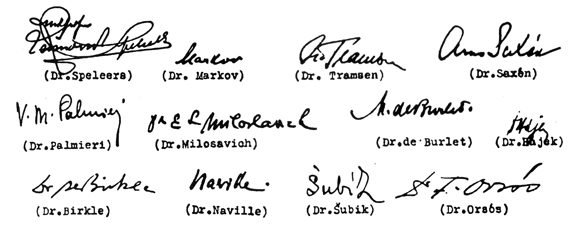
Подпись проф. Пальмиери под заключительным протоколом Международной Катынской Комиссии, 1943 г.

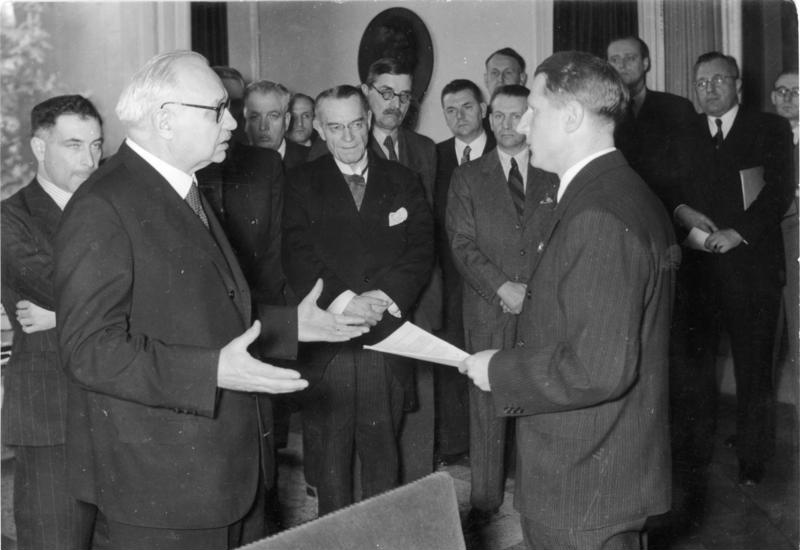
Проф. Пальмери на встрече членов Международной Комиссии с министром здравоохранения Рейха в Берлине, 1943 год.
(Профессор Пальмиери стоит первым слева)

Винченцо Марио Пальмиери (итал. Vincenzo Mario Palmieri) (1899—1994) — итальянский профессор судебной медицины, один из членов Международной Комиссии, направленной немцами в апреле 1943 года в Катынь для расследования совершенного там преступления.

## Биография
25 июля 1922 году закончил учиться на медика в Университете в Неаполе и в 1923 году стал ассистентом в Институте судебной медицины при Неаполитанском университете. В 1927 году получил звание доцента. Продолжал учёбу в области судебной медицины и гистологии в Лионе, Вене, Страсбурге и в Берлине. В 1935 году в результате конкурса получил кафедру судебной медицины в Университете в Сассари, где преподавал в 1935—1936 годах, а затем в Бари в 1936—1941 годы. С 1941 года работал в Институте судебной медицины при Неаполитанском университете.
В 1943 году принял участие в работе международной медицинской комиссии (нем. Die internationale Aerztekommission) в Катыни, и поставил свою подпись под итоговым протоколом, обвиняющим СССР в убийстве польских офицеров. Написал также доклад касающийся проведённых исследований в Катыни и опубликовал его в Риме в июле 1943 года в «La Vita Italiana» (Risultati dell’inchiesta nella foresta di Katyn).
Вследствие этого по окончании войны был яростно атакован итальянскими коммунистами, которые организовали против него демонстрации, пытаясь устранить доктора Пальмиери с занимаемой должности в Университете, и подстрекали против него студентов. Его обвиняли в сотрудничестве с гитлеровцами, называя «лакеем нацистов». Острую травлю вела против него коммунистическая пресса, в особенности L’Unità. Кампания запугивания, направленная против профессора Марио Пальмиери вызывала у него серьёзные опасения за свою безопасность, особенно после таинственной смерти в 1947 году французского наблюдателя, также бывшего вместе с Международной комиссией в Катыни в 1943 году. Несмотря на это, в 1951—1952 годах он принял участие в слушаниях комиссии Конгресса США по катынскому делу, подтвердив вину СССР.
Профессор Пальмиери вышел на пенсию в 1974 году. За 1923—1973 годы опубликовал 289 научных трудов в области медицины, в особенности по судебной медицине, токсикологии, криминологии, танатологии, травматологии и др. Был членом многих международных медицинских обществ, как например Бельгийского общества судебной медицины и криминологии, Немецкого общества судебной и гражданской медицины, Бразильской академии криминальной антропологии и других. Был также председателем Академии медицинских наук и хирургии в Неаполе. Награждён несколькими медалями, в том числе Золотой медалью за заслуги в области культуры, образования и искусства и Золотой медалью за заслуги в области общественного здоровья.
В 1978 году Пальмиери встретился с Густавом Херлинг-Грудзинским, которому показал документальный фотографический материал из Катыни, находящийся в его владении, и передал отчёт о своём пребывании на месте казни польских офицеров.

## Личная жизнь
Его женой была швейцарка, баронесса Эрна Ирене фон Ваттенвиль, с которой доктор Пальмиери познакомился в 1924 году в Женеве. Они поженились в Берне 20 сентября 1930 года Пальмиери имели трёх детей: Раффаэле (сын), Элизабетт и Линь (дочери). Профессор Марио Пальмиери умер 23 декабря 1994 года.